# Odynerus viridipictus
Odynerus viridipictus är en stekelart som beskrevs av Giordani Soika. Odynerus viridipictus ingår i släktet lergetingar, och familjen Eumenidae. Inga underarter finns listade i Catalogue of Life.